# Mudvayne (album)
Mudvayne esce il 21 dicembre 2009 per la Epic Records, ed è il 5º album in studio per la band omonima statunitense proveniente da Peoria (Illinois).

## Tracce
1. Beautiful and Strange – 5:03
2. 1000 Mile Journey – 5:57
3. Scream with Me – 2:52
4. Closer – 3:21
5. Heard It All Before – 6:05
6. I Can't Wait – 3:03
7. Beyond the Pale – 4:47
8. All Talk – 2:53
9. Out to Pasture – 5:47
10. Burn the Bridge – 3:36
11. Dead Inside – 4:55

## Formazione
- Chad Gray - voce
- Greg Tribbett - chitarra
- Ryan Martinie - basso
- Matthew McDonough - batteria